# Extreme Rules (2017)
Extreme Rules (2017) – gala wrestlingu wyprodukowana przez federację WWE dla zawodników z brandu Raw. Odbyła się 4 czerwca 2017 w Royal Farms Arena w Baltimore w stanie Maryland. Emisja była przeprowadzana na żywo za pośrednictwem WWE Network oraz w systemie pay-per-view. Była to dziewiąta gala w chronologii cyklu Extreme Rules.
Na gali odbyło się siedem walk, w tym jedna podczas pre-show. W walce wieczoru, Samoa Joe pokonał Finna Bálora, Romana Reignsa, Setha Rollinsa i Braya Wyatta w Fatal 5-Way Extreme Rules matchu zyskując miano pretendenta do Universal Championship na Great Balls of Fire. W innych ważnych walkach, Cesaro i Sheamus pokonali The Hardy Boyz (Jeffa Hardy’ego i Matta Hardy’ego) w Steel Cage matchu zdobywając Raw Tag Team Championship oraz The Miz pokonał Deana Ambrose’a zdobywając Intercontinental Championship.

## Produkcja
Extreme Rules oferowało walki profesjonalnego wrestlingu z udziałem różnych wrestlerów należących do brandu Raw spośród istniejących oskryptowanych rywalizacji i storyline’ów. Kreowane są podczas cotygodniowych gal Raw oraz ekskluzywnej dla dywizji cruiserweight 205 Live. Wrestlerzy są przedstawieni jako heele (negatywni, źli zawodnicy i najczęściej wrogowie publiki) i face’owie (pozytywni, dobrzy i najczęściej ulubieńcy publiki), którzy rywalizują pomiędzy sobą w seriach walk mających budować napięcie. Kulminacją rywalizacji jest walka wrestlerska lub ich seria.

### Rywalizacje
Na Payback, Seth Rollins pokonał Samoa Joe, co dało Joe pierwszą porażkę od czasu debiutu w głównym rosterze. Następnej nocy na Raw Rollins stwierdził, że jego sprawa z Joe została zakończona. Następnie zwrócił uwagę na Universal Championa Brocka Lesnara, jednak Finn Bálor wyszedł i stwierdził, że powinien być następną osobą, która zmierzy się z Lesnarem, ponieważ Bálor był inauguracyjnym mistrzem i nigdy nie stracił tytułu. Obaj następnie wzięli udział w Triple Threat Matchu o miano pretendenta Intercontinental Championship, w tym również brał udział The Miz, który wygrał po interwencji Samoa Joe, który zaatakował Rollinsa, oraz Braya Wyatta, który wykonał Sister Abigail na Bálorze. Również na Payback Braun Strowman pokonał Romana Reignsa w Main evencie. Po walce Strowman kontynuował atakowanie Reignsa, ale Reigns w odwecie, trzasnął kilka razy drzwiami karetki w ramię Strowmana. 8 maja na Raw Strowman wyraził chęć zmierzenia się z Lesnarem o Universal Championship po tym, jak skończył z Reignsem. Później tej nocy, Reigns zaatakował Strowmana podczas jego meczu z Kalisto, uderzając w jego ramię stalowym krzesłem. Następnie ujawniono, że Strowman wymagał operacji zranionego ramienia i będzie nieaktywny przez okres do sześciu miesięcy. Ze względu na sytuację Strowmana i potrzeby pretendenta, Generalny menadżer Kurt Angle ustalił Extreme Rules Fatal 5-Way o miano pretendenta pomiędzy Reignsem, Rollinsem, Joe, Bálorem i Wyattem. Później na Raw, Reigns pokonał Bálora, a Rollins pokonał Wyatta przez dyskwalifikację po tym, jak Joe zaatakował Rollinsa. W następnym tygodniu Wyatt otworzył odcinek, stwierdzając, że to on pokona Lesnara. Wyszedł Reigns, a za nim Angle, który zaplanował mecz między tą dwójką, który Reigns wygrał przez dyskwalifikację, gdy Joe zainterweniował i zaatakował Reignsa. Rollins następnie wyszedł i zaatakował Joe. Angle następnie zaplanował, że Reigns i Rollins zmierzą się z Wyattem i Joe w Main evencie, który Wyatt i Joe wygrali. Również na odcinku Bálor wygłosił promo, które zostało przerwane przez adwokata Lesnara Paula Heymana, który powiedział, że chciałby zobaczyć Bálora mierzącego się z Lesnarem. Na ostatnim Raw przed Extreme Rules, Angle zaplanował Triple Threat pomiędzy Bálorem, Joe i Wyattem, który wygrał Joe, oraz Singles match pomiędzy Reignsem i Rollinsem, który wygrał Reigns.
1 maja na Raw, Dean Ambrose przerwał kłótnię pomiędzy Sethem Rollinsem i Finnem Bálorem o to, kto powinien zmierzyć się z Brockiem Lesnarem o Universal Championship. Ambrose skrytykował Lesnara za to, że nie pojawiał się często i nie walczył często, i twierdził, że jego Intercontinental Championship jest najważniejszym tytułem marki Raw. Następnie Miz wyszedł i powiedział, że to on powinien zmierzyć się z Ambrosem o tytuł. Walka o miano pretendenta do tytułu Ambrose’a była zaplanowana między Rollinsem, Bálorem i Mizem, który wygrał walkę po tym, jak Samoa Joe zaatakował Rollinsa, a Bray Wyatt zaatakował Bálora ruchem Sister Abigail. 15 maja na odcinku Raw Miz otrzymał swój mecz o Intercontinental Championship przeciwko Ambrosowi, który Miz wygrał przez dyskwalifikację po Ambrose wykonał low blow na Mizie, który próbował wykonać także low blow na Ambrosie. Później Ambrose miał bronić swój Intercontinental Championship przeciwko The Mizowi na Extreme Rules z zastrzeżeniem, że jeśli Ambrose zostanie zdyskwalifikowany, straci tytuł. W następnym tygodniu The Miz ingerował w walkę Ambrose’a z Eliasem Samsonem, który debiutował w ringu. Zamiast atakować Ambrose’a, Miz zaatakował Samsona, przez co Ambrose przegrał przez dyskwalifikację. Ambrose gonił Miza, ale Samson zaatakował Ambrose’a.
Na Payback, The Hardy Boyz (Jeff Hardy i Matt Hardy) obronili Raw Tag Team Championship przeciwko Cesaro i Sheamusowi. Po meczu Cesaro i Sheamus zaatakowali The Hardys, dokonując heel turn. Następnej nocy na Raw Cesaro i Sheamus wyjaśnili swoje powody ataku na The Hardy Boyz, nazywając ich nowością i krytykowali fanów za to, że żyli przeszłością zamiast doceniać teraźniejszość i twierdzili, że The Hardys ukradli ich moment na WrestleManii 33. Wtedy pojawili się The Hardys i wypędzili Cesaro i Sheamusa z ringu. W następnym tygodniu Cesaro i Sheamus wygrali Tag Team Turnoil match o miano pretendenta przeciwko Enzo Amore i Big Cassowi, Heathowi Slaterowi i Rhyno, Luke’owi Gallowsowi i Karlowi Andersonowi oraz The Golden Truth (Goldustowi i R-Truthowi), aby zdobyć kolejną szansę na tytuł. Po ostatniej walce Tag Team Turnoil, Cesaro i Sheamus nadal atakowali The Golden Truth, ale Hardy Boyz wyszli na ratunek, a Cesaro i Sheamus wycofali się. W następnym tygodniu zaplanowano walkę o Raw Tag Team Championship na Extreme Rules oraz Jeff pokonał Sheamusa. 22 maja na odcinku Raw Matt zmierzył się z Sheamusem w meczu, w którym zwycięzca wybrał stypulację walki o mistrzostwo na Extreme Rules. Matt wygrał i zdecydował się na Steel Cage match.
Na Payback, Alexa Bliss pokonała Bayley i wygrała swoje pierwsze Raw Women’s Championship, a także została pierwszą kobietą, która wygrała zarówno Raw Women’s Championship, jak i SmackDown Women’s Championship. Na następnej nocy na Raw Bliss miała koronację za oba osiągnięcia. Pozostałe siedem wrestlerek z brandu Raw również było w ringu. Bliss obrażała Mickie James, Sashę Banks i Bayley, zanim doszło do bójki, w wyniku której doszło do ośmioosobowego Tag Team matchu, w którym drużyna Bliss, Nia Jax, Emma i Alicia Fox pokonała drużynę Bayley, Banks, James i Danę Brooke. W następnym tygodniu Bliss sprzymierzyła się z Jax i pokonała James. Po meczu Bliss nadal atakowała James. Bayley wyszła na ratunek i goniła Bliss na backstage’u. Jax następnie zaatakowała James. 15 maja na odcinku Raw Bayley zmierzyła się z Bliss i odwołała jej rewanż o mistrzostwo w Extreme Rules. Wywiązała się bójka i Bliss znalazła pod ringiem kij do kendo i zaatakowała nim Bayley. Później, ich walka o mistrzostwo kobiet Raw na Extreme Rules był Kendo Stick-on-a-Pole match. W następnym tygodniu, po tym jak Bliss pokonała James, Bliss wyjęła spod ringu kij do kendo i zaatakowała nim James. Bayley wyszła na ratunek, ale Bliss się wycofała. Na ostatnim Raw przed Extreme Rules, Bliss zrobiła kontrowersyjny segment „This Is Your Life” dla Bayley, próbując zawstydzić ją, przeprowadzając wywiady z ludźmi z przeszłości Bayley, w tym z jej nauczycielką, koleżanką i byłym chłopakiem. Bayley wyszła i zaatakowała Bliss, ale Bliss odpowiedziała atakując za pomocą kija do kendo.
Na Payback, Austin Aries pokonał Cruiserweight Championa Neville’a przez dyskwalifikację, ale Neville utrzymał tytuł. Następnej nocy na Raw, T.J. Perkins, teraz mający ring name TJP, został pokonany przez Ariesa, ale po meczu TJP zaatakował Ariesa, który doznał kontuzji nogi. W następnym tygodniu TJP pokonał Jacka Gallaghera. Po meczu TJP kontynuował atak na Gallaghera, którego uratował Aries. Następnej nocy na 205 Live, Neville powiedział, że TJP zasługuje na tytuł za atak na Ariesa, ale TJP nie pokonał Ariesa. W następnym tygodniu na Raw ogłoszono, że Aries będzie miał kolejną szansę na tytuł przeciwko Neville’owi na Extreme Rules. Neville i TJP pokonali następnie Ariesa i Gallaghera w Tag Team matchu. W następnym 205 Live Aries pokonał TJP poprzez submission. Następnie ujawniono, że walka Ariesa i Neville’a o WWE Cruiserweight Championship na Extreme Rules będzie Submission Matchem. 29 maja na Raw, Aries i Gallagher pokonali Neville’a i TJP w rewanżu, kiedy Aries zmusił Neville’a do poddania się, po raz pierwszy w historii Neville’a. Następnej nocy na 205 Live Aries oświadczył, że zmusi Neville’a do ponownego poddania się na Extreme Rules. Następnie został zaatakowany od tyłu przez TJP, a Neville zastosował Pierścienie Saturna na Ariesie, podczas gdy TJP nadal atakował nogę Ariesa, a Aries zemdlał.
Również w dywizji Cruiserweight, Noam Dar spotykał się z Alicią Fox. Fox zaczęła wtedy otrzymywać prezenty od anonimowego nadawcy na 205 Live. Rich Swann ujawnił, że to on wysyłał prezenty, ale Dar próbował zdobyć uznanie, w tym ostatni prezent, który zakończył się wybuchem proszku na twarzy Fox. Fox następnie rozstała się z Darem, co było intencją Swanna, ponieważ Fox wcześniej umawiała się z przyjacielem Swanna, Cedrikiem Alexandrem i rozstała się z nim. Jednak Dar i Fox ponownie spotkali się po tym, jak Dar pokonał Swanna 2 maja w odcinku 205 Live. 8 maja na Raw Sasha Banks rozpoczęła feud z Fox, w którym przez kilka następnych tygodni wymienili się zwycięstwami. Po tym, jak Banks pokonała Fox 22 maja na odcinku Raw, Dar skonfrontował się z Banks, który go zaatakował, ale Fox zaatakowała Banks Scissors kickiem. Na Extreme Rules zaplanowano Mixed Tag Team match ze Swannem i Banks przeciwko Darowi i Fox. Banks następnie pojawiła się po raz pierwszy w 205 Live 30 maja, gdzie towarzyszyła Swannowi w jego meczu z Darem, który Dar wygrał.

## Wyniki walk
| Nr                                                                   | Wyniki | Stypulacje                                                                                                | Czas  |
| -------------------------------------------------------------------- | --- | --- | ----- |
| 1P                                                                   | Kalisto pokonał Apollo Crewsa (z Titusem O’Neilem)                                                        | Singles match                                                                                             | 9:40  |
| 2                                                                    | The Miz (z Maryse) pokonał Deana Ambrose’a (c)                                                            | Singles match o WWE Intercontinental Championship Jeśli Ambrose zostanie zdyskwalifikowany, straci tytuł. | 20:00 |
| 3                                                                    | Rich Swann i Sasha Banks pokonali Alicię fox i Noama Dara                                                 | Mixed Tag Team match                                                                                      | 6:20  |
| 4                                                                    | Alexa Bliss (c) pokonała Bayley                                                                           | Kendo Stick-on-a-Pole match o WWE Raw Women’s Championship                                                | 5:10  |
| 5                                                                    | Cesaro i Sheamus pokonali The Hardy Boyz (Jeffa Hardy’ego i Matta Hardy’ego) (c) uciekając z klatki       | Steel Cage match o WWE Raw Tag Team Championship                                                          | 15:00 |
| 6                                                                    | Neville (c) pokonał Austina Ariesa                                                                        | Submission match o WWE Cruiserweight Championship                                                         | 17:35 |
| 7                                                                    | Samoa Joe pokonał Finna Bálora, Romana Reignsa, Setha Rollinsa i Braya Wyatta poprzez techniczne poddanie | Fatal 5-Way Extreme Rules match o miano pretendenta do WWE Universal Championship na Great Balls of Fire  | 29:15 |
| (c) – mistrz/mistrzyni przed walkąP – walka miała miejsce w pre-show | | |       |